# Drilonereis forcipes
Drilonereis forcipes är en ringmaskart som först beskrevs av Hartman 1944.  Drilonereis forcipes ingår i släktet Drilonereis och familjen Oenonidae. Inga underarter finns listade i Catalogue of Life.